# Lata 60. XX wieku
Lata 60. XX wieku
Stulecia: XIX wiek ~ XX wiek ~ XXI wiek
Dziesięciolecia: 1910–1919 « 1920–1929 « 1930–1939 « 1940–1949 « 1950–1959 « 1960–1969 » 1970–1979 » 1980–1989 » 1990–1999 » 2000–2009 » 2010–2019
Lata: 1960 • 1961 • 1962 • 1963 • 1964 • 1965 • 1966 • 1967 • 1968 • 1969

## Wydarzenia
- amerykańskie ruchy kontestacyjne w latach sześćdziesiątych
  - ruch praw obywatelskich
  - wojna w Wietnamie i protesty antywojenne (Make love, not war), a potem kampania obywatelskiego nieposłuszeństwa
  - rewolucja seksualna i społeczeństwo permisywne
  - powstanie i rozwój subkultury hippisowskiej („dzieci-kwiatów” – „Flower Power”)
  - feminizm drugiej fali
- Inwazja w Zatoce Świń
- kryzys kubański związany z obecnością rakiet radzieckich na Kubie
- Sobór watykański II (lata 1962–1965)
- w Dallas w zamachu ginie Prezydent Stanów Zjednoczonych John F. Kennedy (1963)
- w Memphis w zamachu ginie amerykański działacz na rzecz równouprawnienia Afroamerykanów Martin Luther King (1968)
- zanika rock and roll w swej pierwotnej postaci, przekształcając się w rock i pop
- rozwój pop-kultury
  - szczyt popularności zespołu The Beatles – zjawisko beatlemanii
  - w Wielkiej Brytanii rozwój subkultur młodzieżowych – modsów i rockersów
  - festiwal w Monterey
  - festiwal w Woodstock
  - op-art
  - pop-art
- rozpowszechnienie stosowania narkotyków i substancji psychoaktywnych np. LSD
- załogowe loty kosmiczne (pierwszy – Wostok 1), człowiek wylądował na powierzchni Księżyca (Apollo 11)
- pierwsze loty sond kosmicznych do planet Układu Słonecznego (Wenus, Mars) – ZSRR, USA
- wojna sześciodniowa
- walka z segregacją rasową gł. w Stanach Zjednoczonych, marsz na Waszyngton
- wzrost popularności organizacji lewicowych, kulminacją były rewolty studenckie w miastach akademickich Stanów Zjednoczonych, Meksyku, Wielkiej Brytanii, Francji (maj 1968), Włoch, RFN, Japonii i Australii
- zdławienie rewolucji w Czechosłowacji przez wojska Układu Warszawskiego
- wydarzenia marca 1968 w Polsce – walki frakcyjne w PZPR, kampania „antysyjonistyczna”, protesty studenckie
- pierwsza transplantacja serca (1967 – Christiaan Barnard)
- pierwsze połączenie internetowe (ARPANET, 1969)
- japońska firma Seiko pokazuje pierwszy na świecie zegarek oparty na mechanizmie kwarcowym – Astron – zapoczątkowując kryzys kwarcowy (zwany również rewolucją kwarcową, 1969)

## Osoby

### Polscy politycy
- Józef Cyrankiewicz
- Edward Gierek
- Władysław Gomułka
- Jacek Kuroń
- Mieczysław Moczar
- Karol Modzelewski
- Edward Ochab
- Marian Spychalski
- August Zaleski

### Politycy zagraniczni
- Leonid Breżniew
- Fidel Castro
- Raúl Castro
- Nicolae Ceaușescu
- Nikita Chruszczow
- Konrad Adenauer
- Ludwig Erhard
- Kurt Georg Kiesinger
- Harold Macmillan
- Alec Douglas-Home
- Harold Wilson
- Winston Churchill
- Charles de Gaulle
- Dwight Eisenhower
- Elżbieta II
- Elżbieta Bowes-Lyon
- Francisco Franco
- Indira Gandhi
- Ernesto Guevara
- Josip Broz Tito
- Alexander Dubček
- Hirohito
- Hồ Chí Minh
- Lyndon Baines Johnson
- John F. Kennedy
- Robert F. Kennedy
- Kim Ir Sen
- Dawid Ben Gurion
- Lewi Eszkol
- Gamal Abdel Naser
- Martin Luther King
- Malcolm X
- Mao Zedong
- Richard Nixon
- Nelson Rockefeller

### Muzycy i zespoły
- Louis Armstrong
- The Beatles
- Chuck Berry
- James Brown
- The Byrds
- Johnny Cash
- Ray Charles
- Chubby Checker
- Cream
- Czerwone Gitary
- Dalida
- John Denver
- Giuseppe Di Stefano
- The Doors
- Bob Dylan
- Mieczysław Fogg
- Anna German
- Jimi Hendrix
- Herman’s Hermits
- The Hollies
- Tom Jones
- Janis Joplin
- Led Zeppelin
- The Mamas & the Papas
- Bob Marley
- Czesław Niemen
- Roy Orbison
- Luciano Pavarotti
- Pink Floyd
- Elvis Presley
- Maryla Rodowicz
- The Rolling Stones
- Rush
- Irena Santor
- The Searchers
- Simon & Garfunkel
- Frank Sinatra
- Trubadurzy
- The Turtles
- Violetta Villas
- Deep Purple
- Black Sabbath

### Filmowcy
- Woody Allen
- Fred Astaire
- Brigitte Bardot
- Akira Kurosawa
- Stanisław Bareja
- Dustin Hoffman
- Ingmar Bergman
- Ingrid Bergman
- Hanka Bielicka
- Bourvil
- Marlon Brando
- Leonard Buczkowski
- Andrzej Mularczyk
- Daniel Olbrychski
- Janusz Gajos
- James Caan
- Iga Cembrzyńska
- Charlie Chaplin
- Montgomery Clift
- Sean Connery
- Mia Farrow
- Francis Ford Coppola
- Michael Curtiz
- Zbigniew Cybulski
- Franciszek Pieczka
- Brian De Palma
- Walt Disney
- Clint Eastwood
- Jane Fonda
- Aleksander Ford
- Piotr Fronczewski
- Stanisław Mikulski
- Louis de Funès
- Steve McQueen
- Clark Gable
- Władysław Hańcza
- Wojciech Jerzy Has
- Beata Tyszkiewicz
- Audrey Hepburn
- Alfred Hitchcock
- Jerzy Hoffman
- Tadeusz Łomnicki
- Anthony Hopkins
- Kalina Jędrusik
- Barbara Brylska
- Elia Kazan
- Krzysztof Kieślowski
- Marian Kociniak
- Wacław Kowalski
- Stanley Kubrick
- Bruce Lee
- Sergio Leone
- Zdzisław Maklakiewicz
- Dean Martin
- Marilyn Monroe
- Paul Muni
- Paul Newman
- Jack Nicholson
- Leslie Nielsen
- Leon Niemczyk
- Jurij Nikulin
- Anthony Perkins
- Roman Polański
- Sydney Pollack
- Robert Redford
- Twiggy
- Andrzej Wajda
- John Wayne
- Orson Welles
- Billy Wilder
- Krzysztof Zanussi
- Zbigniew Zapasiewicz

### Pisarze
- Samuel Agnon
- Ivo Andrić
- Miguel Ángel Asturias
- Samuel Beckett
- Miron Białoszewski
- Marc Blitzstein
- Jan Brzechwa
- Leopold Buczkowski
- Neal Cassady
- Agatha Christie
- T.S. Eliot
- Ian Fleming
- Allen Ginsberg
- William Golding
- Witold Gombrowicz
- Ernest Hemingway
- Zbigniew Herbert
- Jarosław Iwaszkiewicz
- Aleksander Kamiński
- Ryszard Kapuściński
- Yasunari Kawabata
- Jack Kerouac
- Stanisław Jerzy Lec
- Stanisław Lem
- Gabriel García Márquez
- Czesław Miłosz
- Igor Newerly
- Zbigniew Nienacki
- Agnieszka Osiecka
- Hanna Ożogowska
- Boris Pasternak
- Saint-John Perse
- Stanisław Piętak
- Mario Puzo
- Nelly Sachs
- Jean-Paul Sartre
- Jorgos Seferis
- Aleksandr Sołżenicyn
- Edward Stachura
- John Steinbeck
- Alfred Szklarski
- Michaił Szołochow
- Wisława Szymborska
- Hunter S. Thompson
- J.R.R. Tolkien
- ks. Jan Twardowski

### Sportowcy
- Muhammad Ali
- Bobby Charlton
- Jim Clark
- Al Oerter
- Pelé
- Mike Spence
- Irena Szewińska

### Duchowni
- Jan XXIII
- Paweł VI
- XIV Dalajlama
- Karol Wojtyła
- Stefan Wyszyński
- Matka Teresa z Kalkuty

### Pozostali
- Neil Armstrong
- Christiaan Barnard
- Niels Bohr
- Adolf Eichmann
- Enzo Ferrari
- Jurij Gagarin
- J. Edgar Hoover
- Leszek Kołakowski
- Richard Kuhn
- Timothy Leary
- Aleksiej Leonow
- Lee Harvey Oswald
- Pablo Picasso
- James Earl Ray
- Alan Shepard
- Walentina Tierieszkowa
- Andy Warhol